# Disarm
Disarm – ballada rockowa grupy The Smashing Pumpkins, napisana przez jej frontmana, Billy’ego Corgana. Została ona wydana jako trzeci singel z drugiego albumu zespołu, Siamese Dream. Utwór zwykle uznaje się za jeden z najważniejszych w karierze The Smashing Pumpkins, zaś sam Corgan uważa go za mający dla niego osobiście największe znaczenie ze wszystkich zawartych na płycie.

## Historia
Stacja BBC odmówiła grania piosenki w programie Top of the Pops ze względu na padające w niej słowa cut that little child („utnij to małe dziecko”), zaś z tego samego powodu utwór rzadko pojawiał się w brytyjskich stacjach radiowych. Ta linijka, razem z innymi, w tym what I choose is my choice („to, co wybieram, to mój wybór) oraz the killer in me is the killer in you („zabójca we mnie to zabójca w tobie”), doprowadziła do kontrowersji, budząc skojarzenia z aborcją. Sam Corgan wyraźnie zaprzeczył tej teorii, mówiąc, że tematem piosenki są złe stosunki z rodzicami podczas jego dorastania. Mimo wymienionych problemów z promocją, piosenka uplasowała się na jedenastej pozycji w notowaniu UK Singles Chart ze względu na wysokie wyniki sprzedaży.
Podczas gdy zespół często wykonywał na żywo lżejsze, akustyczne wersje wielu swoich cięższych piosenek, „Disarm”, w wersji studyjnej akustyczna ballada, na koncertach zwykle była grana w ostrzejszej, elektrycznej aranżacji. Jeden z zarejestrowanych występów wchodzi w skład wydawnictw Vieuphoria oraz Earphoria.
Wydano dwie różne wersje singla, „Heart” i „Smile”. Różniły się one okładkami i zawartymi zestawami b-side’ów.
Teledysk do utworu wyreżyserował Jake Scott. Został on nagrany na czarno-białej taśmie i przedstawia członków grupy lecących nad domami, a także idącego tunelem starca. Wmontowane zostały do tego kolorowe ujęcia, pokazujące bawiącego się chłopca, mającego symbolizować wspomnienia starca. Teledysk otrzymał pierwsze w karierze grupy nominacje do nagród MTV Video Music Awards za rok 1994 w kategoriach najlepszy teledysk alternatywny i najlepszy montaż.

## Lista utworów

### Wersja „Heart”
1. „Disarm” (Corgan)
2. „Landslide” (Nicks)
3. „Dancing in the Moonlight” (Thin Lizzy)

### „Wersja Smile”
1. „Disarm” (Corgan)
2. „Soothe (demo)” (Corgan)
3. „Blew Away” (Iha)

### Winyl 7"
1. „Disarm” (Corgan)
2. „Siamese Dream” (Corgan)